# ГЕС Кронгеде
ГЕС Кронгеде (швед. Krångede kraftverk) — гідроелектростанція у центральній частині Швеції. Розташована між ГЕС Stugun (вище за течією) та ГЕС Gammelänge, є найпотужнішою в каскаді на одній з найважливіших річок країни Індальсельвен (збудована на ділянці її нижньої течії після виходу з озера Стуршен).
Річку перекрили бетонною гравітаційною греблею висотою 20 метрів, яка включає чотири шлюзи для перепуску надлишкової води. Машинний зал облаштували біля цієї споруди в підземному варіанті на глибині до 40 метрів.
Основне обладнання станції становлять шість турбін типу Френсіс виробництва компанії Kvaerner. При загальній потужності у 250,2 МВт та напорі 57,7 метра вони здатні виробляти 1680 млн кВт-год електроенергії на рік.
Видача продукції відбувається по ЛЕП, розрахованій на роботу під напругою 220 кВ.